# Compère Lapin
Compère Lapin est un personnage de lapin anthropomorphe souvent protagoniste des contes du monde créole, en particulier antillais.

## Présentation
Personnage de contes créoles, Compère Lapin utilise sa ruse et sa malice pour vaincre et ridiculiser les puissants, représentés par les maîtres des esclaves et propriétaires des plantations. Ces contes ont pour origine le folklore africain (Leuk-le-Lièvre) et ont été influencés par des contes européens (Roman de Renart),.
Il est très similaire au Frère Lapin (Br'er Rabbit) des Contes de l'oncle Rémus issus du folklore afro-américain des plantations du sud américain.